# Tierra (película de 1998)
Tierra (publicada en La India como 1947: Earth) es una película dramática india de 1999, dirigida por Deepa Mehta. Está basada en la novela de Bapsi Sidhwa, Cracking India, (1992). Tierra es la segunda entrega de la "trilogía de los elementos" de Mehta, precedida por Fuego (1996) y seguida por Agua (2005). Fue incluida en la lista de películas extranjeras que hicieron parte de las nominadas para los Premios de la Academia en la edición de 1999, pero finalmente no hizo parte de la selección final de cinco películas. La película está ambientada en la época de la independencia de La India, más específicamente en el año 1947.
Deepa Mehta inicialmente había titulado la película como Ice Candy Man (El heladero) y se pretendía que fuera en idioma inglés. Los actores Akshaye Khanna y Chandrachur Singh fueron contratados para interpretar los para los papeles principales. Después de unos meses fueron reemplazados por Aamir Khan y Rahul Khanna. Khanna ganó el premio Filmfare a mejor debut en 1999 por su actuación en la película.

## Sinopsis
La historia está ambientada en Lahore (ahora la capital del Punjab paquistaní) en el período inmediatamente anterior y durante la partición de la India en 1947 en el momento de la independencia de la India. Una niña con polio, Lenny (Maia Sethna), narra la historia a través de la voz de su ser adulto (Shabana Azmi). La niña pertenece a una rica familia Parsi que espera permanecer neutral ante las crecientes tensiones entre hindúes, sijs y musulmanes en la región. Ella es adorada y protegida por sus padres, Bunty (Kitu Gidwani) y Rustom (Arif Zakaria), y cuidada por su Ayah, una hermosa mujer hindú llamada Shanta (Nandita Das). Tanto Dil Navaz, el heladero (Aamir Khan), como Hassan, el masajista (Rahul Khanna) son musulmanes y están profundamente enamorados de Shanta. Shanta, Dil y Hassan son parte de un pequeño grupo de amigos de diferentes religiones (algunos de los cuales trabajan para la familia de Lenny) que pasan sus días juntos en el parque. Sin embargo, este grupo de amigos, que antes era tan unido, se divide generando toda una serie de tragedias.

## Reparto
- Aamir Khan – Dil Navaz, el heladero
- Nandita Das – Shanta, Ayah
- Rahul Khanna – Hassan, el masajista
- Maia Sethna – Lenny Sethna
- Shabana Azmi – Narrador
- Kitu Gidwani – Bunty Sethna
- Arif Zakaria – Rustom Sethna
- Kulbhushan Kharbanda – Imam Din
- Kumar Rajendra – Policía
- Pavan Malhotra – Carnicero

## Recepción
Roger Ebert le dio a la película tres de cuatro estrellas y afirma que Tierra "es efectiva porque explica lo necesario y tiene un mensaje universal". El diario The New York Times la describió como "un poderoso e inquietante recordatorio de cómo una civilización puede quebrarse repentinamente bajo ciertas presiones". The New Yorker argumenta que "Deepa Mehta presenta su idea convincentemente". Rediff.com señaló: "Aamir Khan probablemente dio la mejor interpretación de su vida. Es difícil imaginar a otro actor que reviva los matices del heladero de la manera en que él lo hace". Planet Bollywood le dio a la película un 9.5 de 10 y afirmó: "Tierra es muy recomendable para aquellos que quieren ver un tipo diferente de película Hindi y que están cansados de encontrar las historias de adolescentes y dramas de venganza".

### Premios y nominaciones
- Festival de cine de Asia – Premio a la mejor película
- Premio Filmfare al mejor debut masculino – Rahul Khanna

## Banda sonora
Todas las letras fueron escritas por Javed Akhtar y la música compuesta por A. R. Rahman.

Todas las letras escritas por Javed Akhtar, toda la música compuesta por A. R. Rahman. 
| N.º | Título                       | Cantante(s)                    | Duración |  |
| 1.  | «Banno Rani»                 | Sadhana Sargam                 | 4:09     |  |
| 2.  | «Dheemi Dheemi»              | Hariharan                      | 5:16     |  |
| 3.  | «Ishwar Allah»               | Anuradha Sriram, Sujatha Mohan | 5:15     |  |
| 4.  | «Raat Ki Daldal Hain»        | Sukhwinder Singh               | 4:05     |  |
| 5.  | «Ruth Aa Gayee Re»           | Sukhwinder Singh               | 5:31     |  |
| 6.  | «Yeh Jo Zindagi Hain»        | Srinivas, Sujata Trivedi       | 4:51     |  |
| 7.  | «Yeh Jo Zindagi Hain»        | Srinivas, Sukhwinder Singh     | 4:07     |  |
| 8.  | «Piano Song» (Instrumental)  |                                | 1:53     |  |
| 9.  | «Theme Music» (Instrumental) |                                | 4:50     |  |